# Исимовский сельсовет
Исимовский сельсовет — муниципальное образование в Кугарчинском районе Башкортостана.
Административный центр — село Исимово.

## История
Согласно Закону о границах, статусе и административных центрах муниципальных образований в Республике Башкортостан имеет статус сельского поселения.

## Население
| 2002  | 2009  | 2010  | 2012  | 2013  | 2014  | 2015  |
| ----- | ----- | ----- | ----- | ----- | ----- | ----- |
| 1584  | ↘1572 | ↘1367 | ↘1339 | ↗1355 | ↗1362 | ↘1328 |
| 2016  | 2017  | 2018  |       |       |       |       |
| ↗1331 | ↘1307 | ↘1303 |       |       |       |       |

## Состав сельского поселения
| № | Населённый пункт | Тип населённого пункта       | Население |
| - | ---------------- | ---------------------------- | --------- |
| 1 | Исимово          | село, административный центр | ↘708      |
| 2 | Янаул            | село                         | ↘241      |
| 3 | Мукачево         | деревня                      | ↘149      |
| 4 | Саратовский      | хутор                        | ↘126      |
| 5 | Салихово         | деревня                      | ↘87       |
| 6 | Малоисимово      | деревня                      | ↘30       |
| 7 | Серп и Молот     | хутор                        | ↗16       |
| 8 | Тангаур          | деревня                      | ↘6        |
| 9 | Гавриловский     | хутор                        | ↘4        |